# 新龙镇 (东方市)
新龙镇，是中华人民共和国海南省东方市下辖的一个乡镇级行政单位。

## 行政区划
新龙镇下辖以下地区：
新村、下通天村、那斗村、龙北村、道达村、龙佑村、龙卧村、部道村和上通天村。